# Rita Carelli
Rita Carelli, née le 25 janvier 1984 à Recife (Pernambouc, Brésil) est une réalisatrice de cinéma, actrice, romancière et autrice de livres jeunesse.

## Biographie
Rita Carelli a fait des études de lettres et de théâtre à l'École internationale de théâtre Jacques Lecoq à Paris. Elle est la fille du réalisateur de documentaires et anthropologue Vincent Carelli et sa mère est l'anthropologue brésilienne Virgínia Valadão. Elle est la plume de l’écrivain et dirigeant autochtone brésilien Ailton Krenak,.
Elle est l'autrice de livres pour enfants sur la forêt amazonienne et ses peuples autochtones, basée sur la série de reportages vidéos tournées avec son père. La collection Um Dia na Aldeia (Une journée au village) a été développée dans le cadre du projet Vídeo nas Aldeias (Vidéos dans les villages), en partenariat avec Cosac Naify.
Son premier roman, traduit en français, Terre noire parait en 2024 aux Éditions Métailié,.

## Filmographie

### Comme actrice
- 2007 : Décimo Segundo
- 2013 : Au Revoir
- 2013 : Under the Skin
- 2013 : Trampolim do Forte incarnant Gringa
- 2014 : Coffee Stains
- 2015 : Soledad
- 2016 : Time Was Endless incarnant Pia
- 2019 : Abaixo a Gravidade incarnant Letícia/Malu
- 2022 : Subject
- 2022 : Death Inhabits at Night incarnant Inês
- 2022 : Espumas ao Vento

### Comme réalisatrice
- 2019 : A Era de Lareokotô
- 2020 : Yaõkwá: Image and Memory
- 2023 : 171

## Publications

### En portugais
- (pt-BR) A história de Akykysia, o dono da caça Akykysia, Sesi, 22 mars 2017 (ISBN 978-85-504-0387-8)
- (pt-BR) Rita Carelli, Amor, o coelho, Editora Caixote, 21 mai 2021 (ISBN 978-65-86666-07-6)
- (pt-BR) Rita Carelli et Luci Sacoleira, Menina Mandioca, Pallas Míni, 5 octobre 2022 (ISBN 978-65-86983-25-8)
- (pt-BR) Minha família Enauenê, Editora FTD, 21 juin 2019 (ISBN 978-85-96-01651-3)
- (pt-BR) Rita Carelli, O caminho para a casa de barro, Baião, 20 septembre 2023 (ISBN 978-65-85773-11-9)

### En français
- Rita Carelli et Marine Duval, Terre noire, Éditions Métailié, coll. « Bibliothèque brésilienne », 2024 (ISBN 979-10-226-1333-0)